# Moraliska restriktioner
Moraliska restriktioner är inom etiken eller moralfilosofin förbud mot att utföra vissa handlingar, även i de fall ett utförande skulle medföra ett bättre utfall än om man avstod från ett utförande. En moralteori som innehåller moraliska restriktioner skiljer sig därmed från konsekventialistiska moralteorier. 

## Absoluta och prima facie-restriktioner
Moraliska restriktioner kan vara antingen absoluta, d.v.s. man får aldrig bryta mot dessa, eller prima facie, d.v.s. man får bryta dem om tillräckligt mycket står på spel. Det senare alternativet menar till skillnad från konsekventialismen inte att varje förbättring av utfallet legitimerar ett brott mot restriktionerna, men om skillnaden i utfall är tillräckligt stor så kan det vara legitimt. Till exempel så kan man mena att förbudet mot att döda är en prima facie-restriktion. Det skulle då i de allra flesta fall vara förbjudet att döda, men dödande kunde vara rätt om tillräckligt mycket stod på spel.

## Moraliska restriktioner vs "restriktionsutilitarism"
Moraliska restriktioner måste hållas isär från vad man kalla "rättighetsutilitarism" eller "restriktionsutilitarism". En "restriktuionsutilitarist" menar att det kan vara rätt att bryta mot en restriktion om man genom detta kan minska det totala antalet brott mot restriktionen. Man kan igen ta förbudet mot att döda som exempel. En "restriktionsutilitarisk" skulle kunna hävda att det vore tillåtet att döda en om man genom detta kunde hindra någon anna från att döda flera andra personer (t.ex. en terrorist som hotar att döda hundratals om man inte dödar en enda). En förespråkare av moraliska restriktioner skulle inte gå med på detta; enligt denne skulle det vara fel att döda den ende, oavsett vad terroristen sedan gör.